# آرتور آواکیانتس
آرتور آواکیانتس (انگلیسی: Artur Avakyants؛ زادهٔ ۳۰ سپتامبر ۱۹۷۲) یک بازیکن فوتبال ارمنی‌تبار اهل قزاقستان است.

## باشگاهی
از باشگاه‌هایی که در آن بازی کرده‌است می‌توان به FC Akzhayik اشاره کرد.